# Nienburger Bruch (Naturschutzgebiet)
Der Nienburger Bruch ist ein Naturschutzgebiet in der niedersächsischen Stadt Nienburg/Weser im Landkreis Nienburg/Weser.

## Allgemeines
Das Naturschutzgebiet mit dem Kennzeichen NSG HA 235 ist rund 112 Hektar groß. Es ist deckungsgleich mit dem gleichnamigen FFH-Gebiet. Teilweise grenzt das Naturschutzgebiet an das Landschaftsschutzgebiet „Meerbachniederung“. Das Naturschutzgebiet steht seit dem 10. November 2016 unter Schutz. Zuständige untere Naturschutzbehörde ist der Landkreis Nienburg/Weser.

## Beschreibung
Das aus zwei Teilflächen bestehende Naturschutzgebiet liegt südlich von Nienburg/Weser im namensgebenden Nienburger Bruch, einem Waldgebiet im Bereich der Niederterrasse am Rand der Niederung der Weser. Das Waldgebiet wird von verschiedenen Laubwaldgesellschaften geprägt. So sind feuchte Eichen-Hainbuchen-Mischwälder, Eichenwälder, Hainsimsen-Buchenwälder und Erlen-Eschenwälder mit einem hohen Alt- und Totholzanteil und Höhlenbäumen zu finden.
Die feuchten Eichen-Hainbuchenwälder werden von Stieleiche, Hainbuche, Rotbuche, Vogelbeere, Hasel und Weißdorn gebildet. In der Krautschicht siedeln u. a. Buschwindröschen, Große Sternmiere, Sumpfsegge, Rasenschmiele, Goldnessel und Waldziest. Die Eichenwälder werden von der Stieleiche dominiert. Daneben sind Sandbirke, Zitterpappel, Rotbuche und Faulbaum vorherrschend. In der Krautschicht siedeln u. a. Pillensegge, Rasenschmiele, Dorniger Wurmfarn, Adlerfarn und Pfeifengras. Die Buchenwälder im Schutzgebiet sind als bodensaure Buchenwälder mit Rotbuche, Stieleiche und Stechpalme ausgeprägt. Die Krautschicht wird u. a. von Pillensegge, Drahtschmiele, Sauerklee, Flattergras, Schattenblümchen und Dornigem Wurmfarn gebildet. Die Erlen- und Eschenwälder im Schutzgebiet werden in erster Linie von Schwarzerle, Esche, Stieleiche und Hasel gebildet. In der Krautschicht siedeln u. a. Königsfarn, Sumpfsegge, Rasenschmiele, Riesenschwingel und Haingilbweiderich. Die Eichen- und Buchenbestände sind vielfach über 100 Jahre alt. Daneben befinden sich auch vereinzelt noch ältere Eichen, darunter die als Naturdenkmal ausgewiesene „Hindenburgeiche“ (ND-NI21).
Das Naturschutzgebiet ist Lebensraum verschiedener Fledermäuse, darunter Bechsteinfledermaus, Teichfledermaus, Großes Mausohr, Großer Abendsegler, Rauhautfledermaus und Große Bartfledermaus. Wertgebende Vogelarten sind Rotmilan, Schwarz- und Kleinspecht.
Das Waldgebiet wird teilweise vom Meerbach (Steinhuder Meerbach) und vom Bärenfallgraben durchflossen. Stellenweise sind Quellbereiche zu finden. Im Osten des Naturschutzgebietes befindet sich eine extensiv genutzte Wiese. Das Naturschutzgebiet wird vielfach von weiteren Waldgesellschaften des Nienburger Bruchs umgeben. Insbesondere im Norden und Westen grenzt es auch an landwirtschaftliche Nutzflächen.